# Guillermo Kahlo

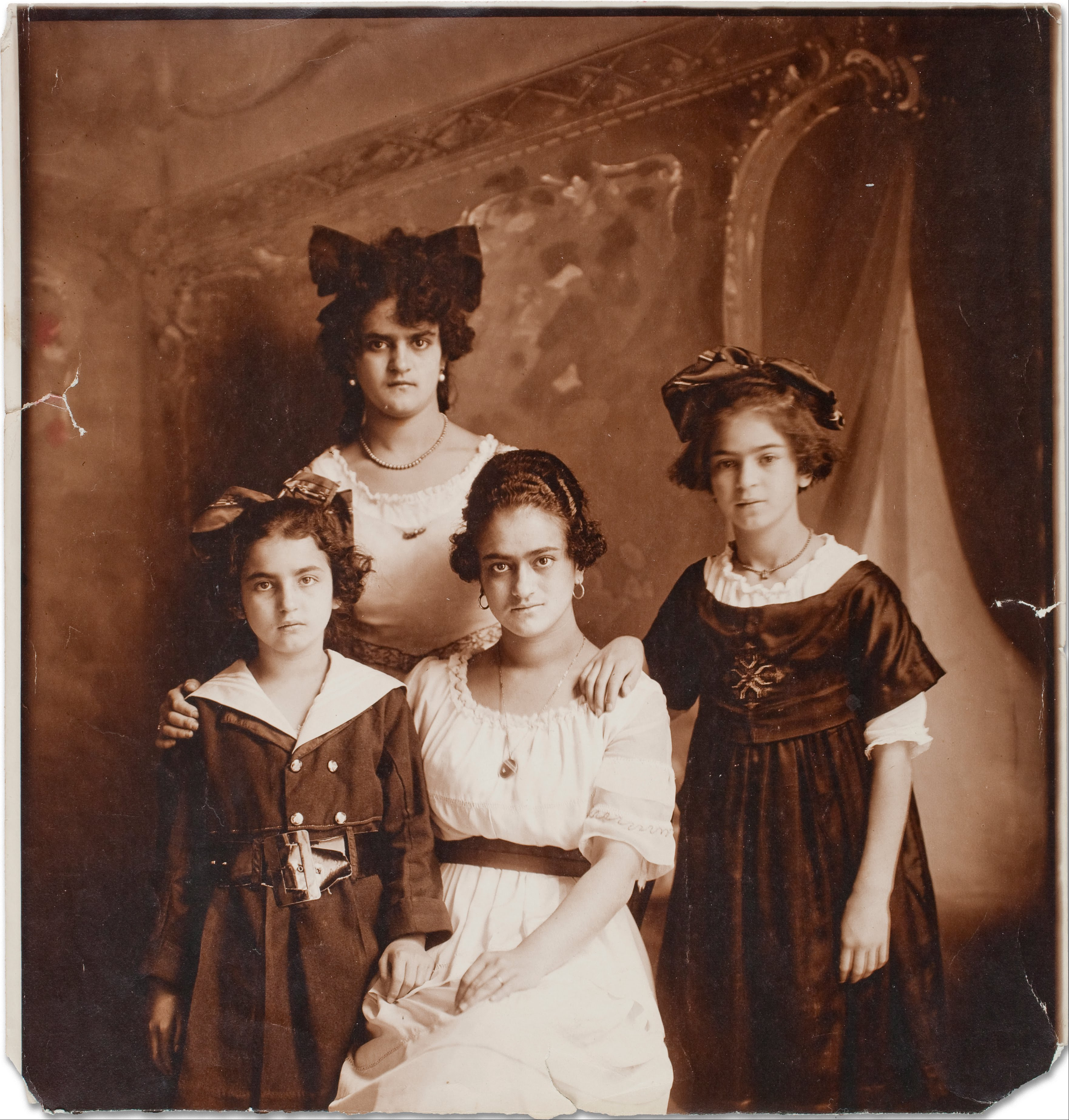
Matilde, Adriana, Frida a Cristina Kahlo 1916

Guillermo Kahlo (nar. Carl Wilhelm Kahlo, 26. října 1871 – 14. dubna 1941) byl německo-mexický fotograf. Na počátku 20. století fotograficky dokumentoval významná architektonická díla, kostely, ulice, památky a také průmyslová odvětví a společnosti v Mexiku; z tohoto důvodu má jeho práce nejen uměleckou hodnotu, ale také historický a dokumentární význam. Byl otcem malířky Fridy Kahlo.

## Životopis
Kahlo se narodil v Pforzheimu, velkovévodství Baden, německé říše (nyní v Baden-Württemberg, Německo) jako syn klenotníka Jakoba Heinricha Kahlo a Henrietty Kaufmann. Jeho dcera Frida Kahlo tvrdila, že je maďarsko-židovského původu. Kniha z roku 2005 od Gaby Frangerové a Rainera Huhleho vystopovala Kahlovu genealogii a uvedla, že „navzdory legendě šířené Fridou“, neměl Guillermo židovsko-maďarské kořeny, ale narodil se luteránským rodičům, kteří „pocházeli z rodin ubytovaných ve Frankfurtu a Pforzheimu.“
Navštěvoval univerzitu v Norimberku. Jeho otec mu v roce 1891 zaplatil cestu do Mexika, protože nevycházel se svou nevlastní matkou. V Mexiku přijal Wilhelm španělský ekvivalent svého jména „Guillermo“. V červenci 1894 požádal o mexické občanství.

## Kariéra

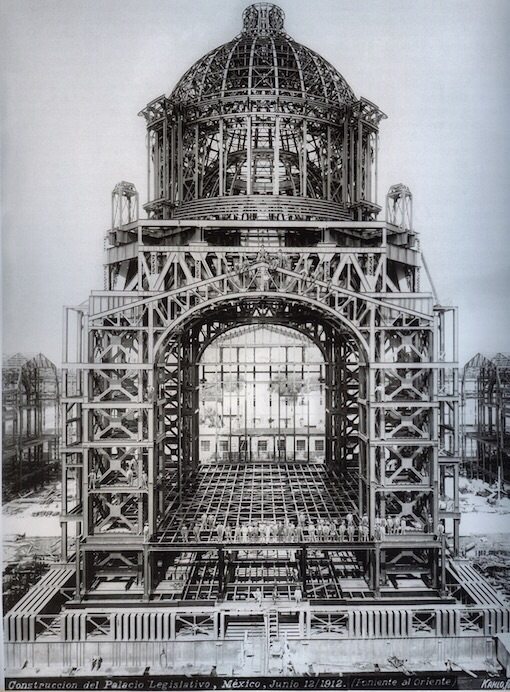
Construcción del Palacio Legislativo, 12. června 1912. Obrázek ukazuje práci na budově před jejím zastavením v důsledku Mexické revoluce.

Kahlova nejstarší známá fotografie je z roku 1897. Jeho první projekt s ministrem financí Josém Yvesem Limantourem se uskutečnil v roce 1900. Kahlo obvykle používal velké skleněné desky o rozměrech 8x10 palců až 11x14 palců.
V roce 1901 založil fotografické studio a pracoval pro El Mundo Ilustrado a Semanario Ilustrado. Vláda ho pověřila k pořízení architektonických fotografií, pravděpodobně jeho nejlepší dílo.

## Osobní život
Kahlo se v srpnu 1893 oženil s rodilou Mexičankou Maríou de los Dolores Eleuterií Clotildou Cardeña Espino. V noci, kdy zemřela při porodu jejich třetího dítěte, požádal Antonia Calderóna o ruku jeho dcery Matildy. Po svatbě poslal Kahlo své a Mariiny dcery, aby byly vychovány v klášteře.
Kahlo a Calderón byli rodiče sedmi dětí, včetně malířky Fridy Kahlo a Cristiny Kahlo. Cristina byla jediná, kdo měl děti. Frida kdysi poznamenala, že v dětství byla někdy přítomna, když její otec trpěl epileptickými záchvaty, a poskytovala mu pomoc.
Kahlo zemřel 14. dubna 1941 v Coyoacánu v Mexico City.

## V populárních médiích
Roli Kahla si zahrál Roger Rees ve filmu Frida z roku 2002.

## Galerie

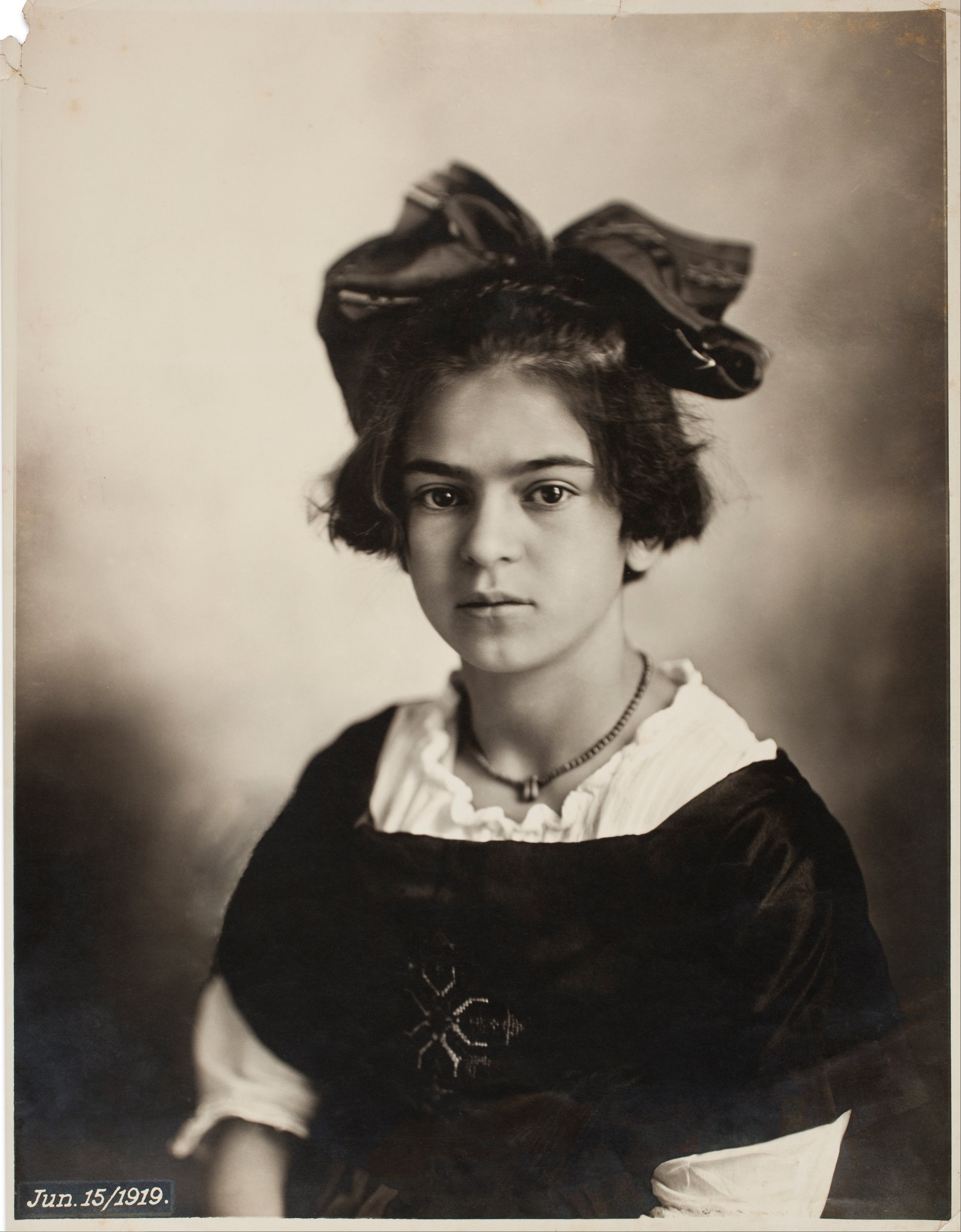
Guillermo Kahlo: Frida Kahlo, 15. června 1919
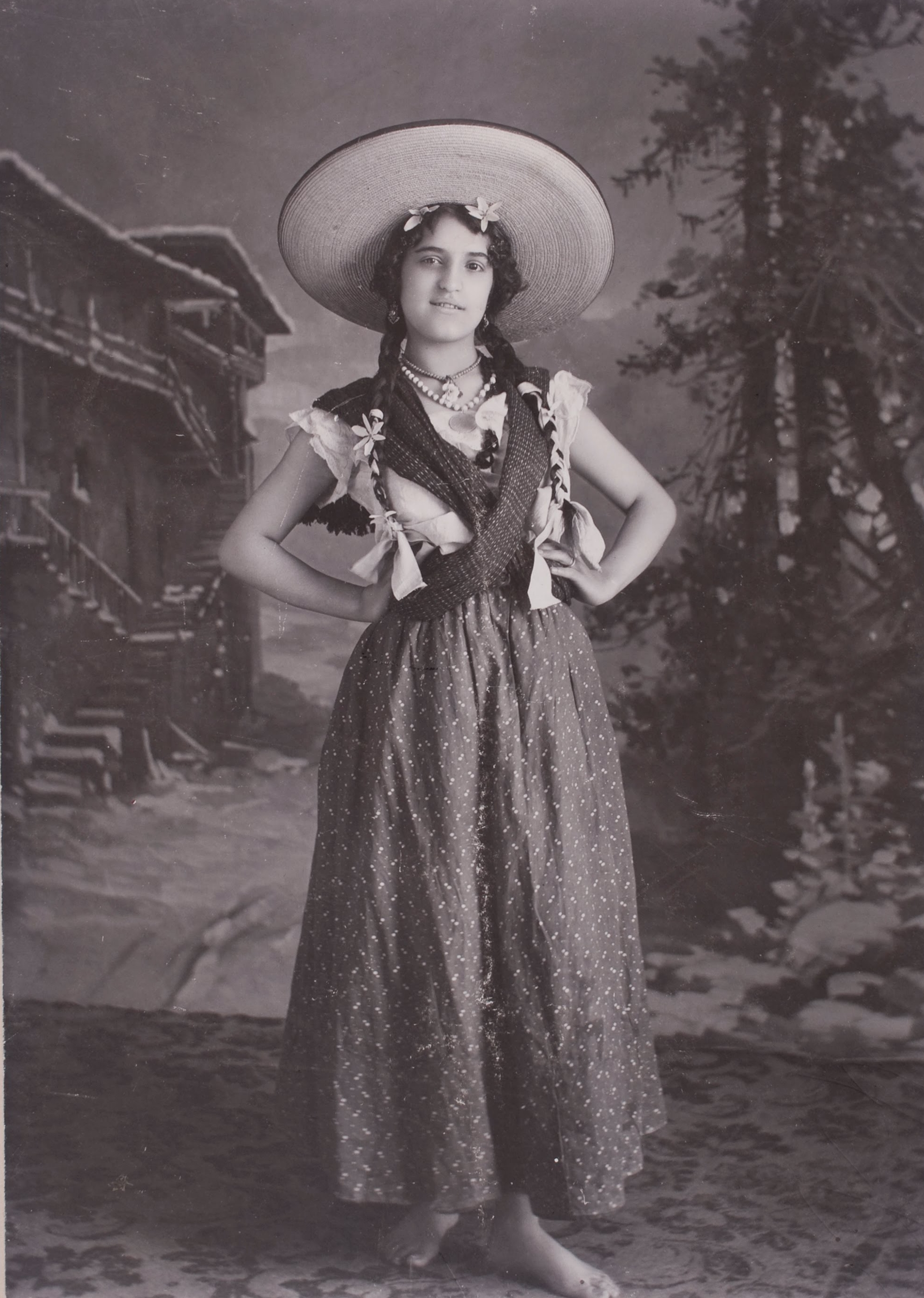
Matilde Calderón y González, 1897
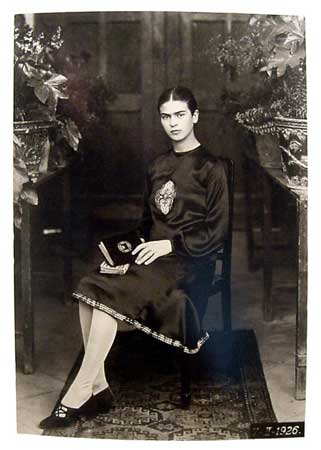
Guillermo Kahlo: Frida Kahlo
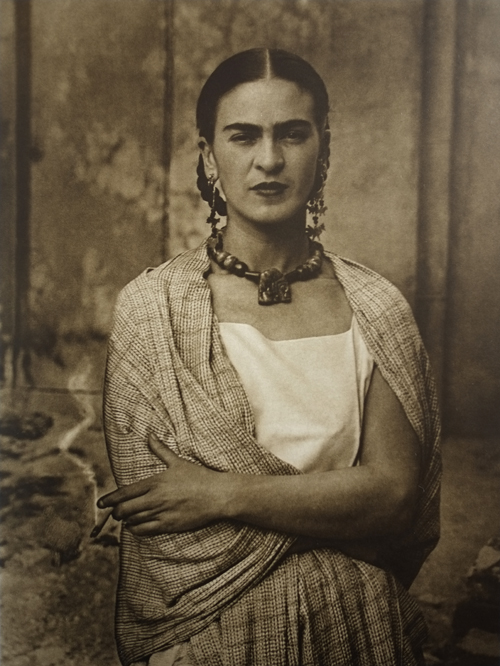
Guillermo Kahlo: Frida Kahlo
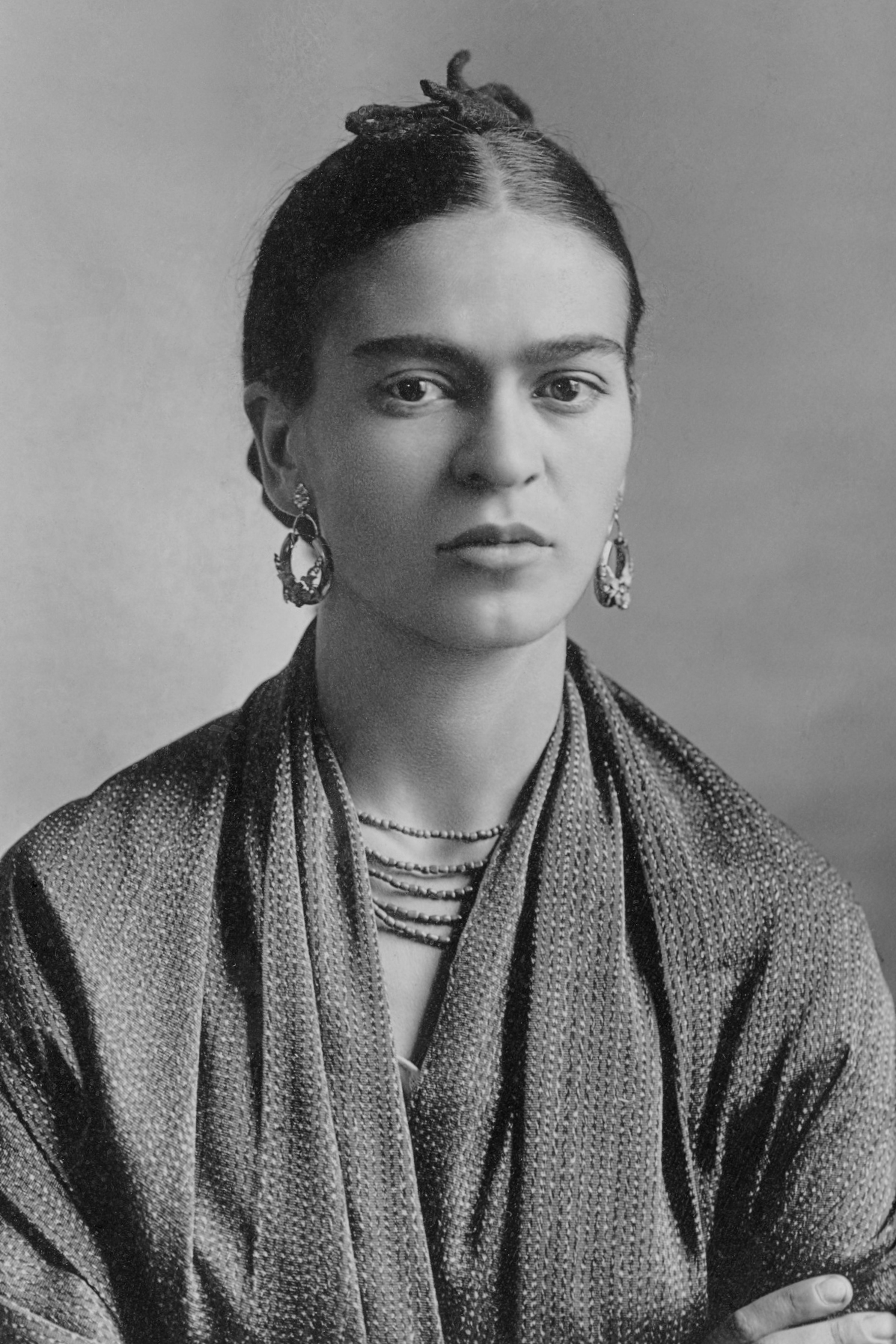
Guillermo Kahlo: Frida Kahlo
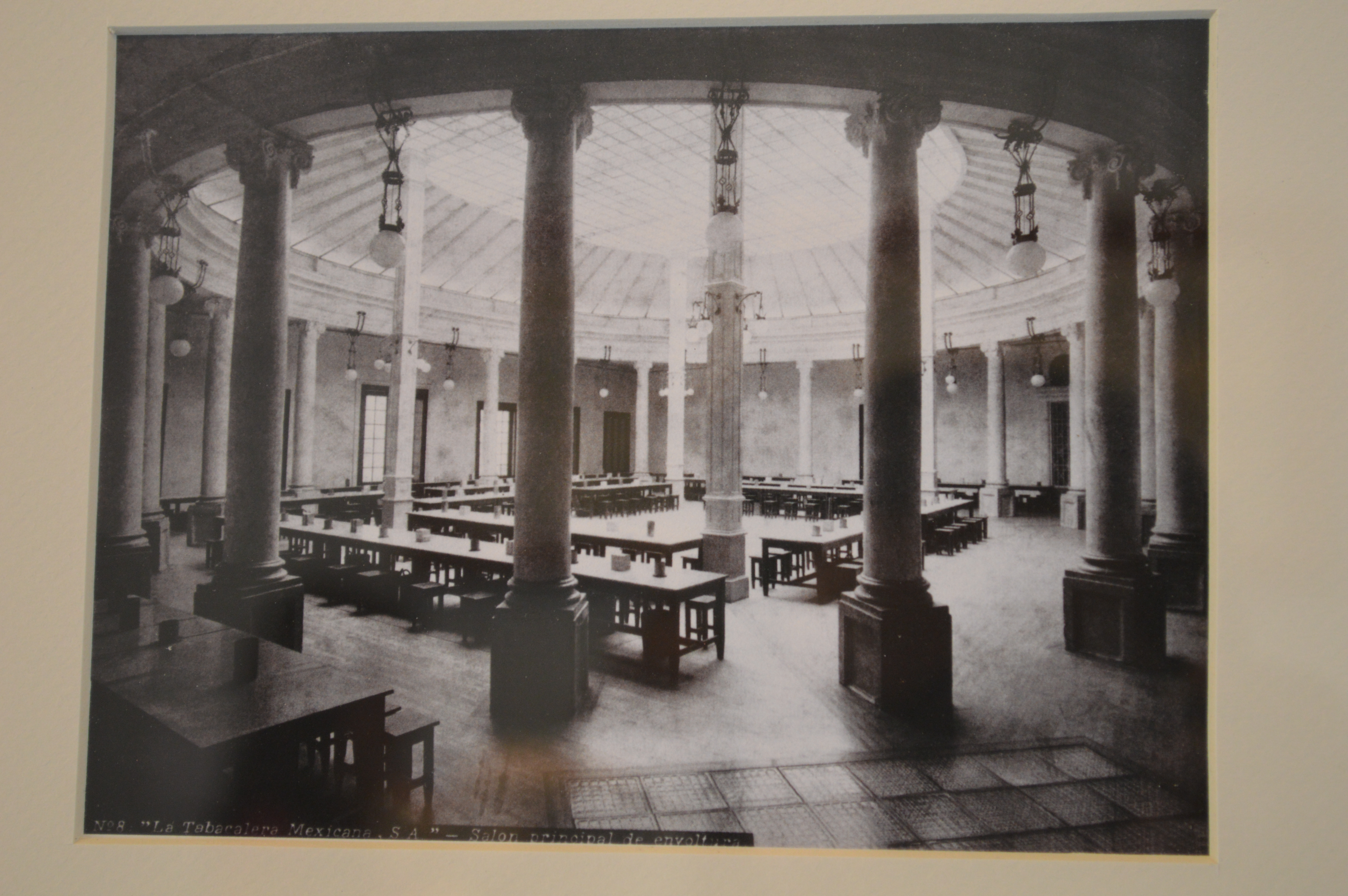
Tabacalera Factory 1
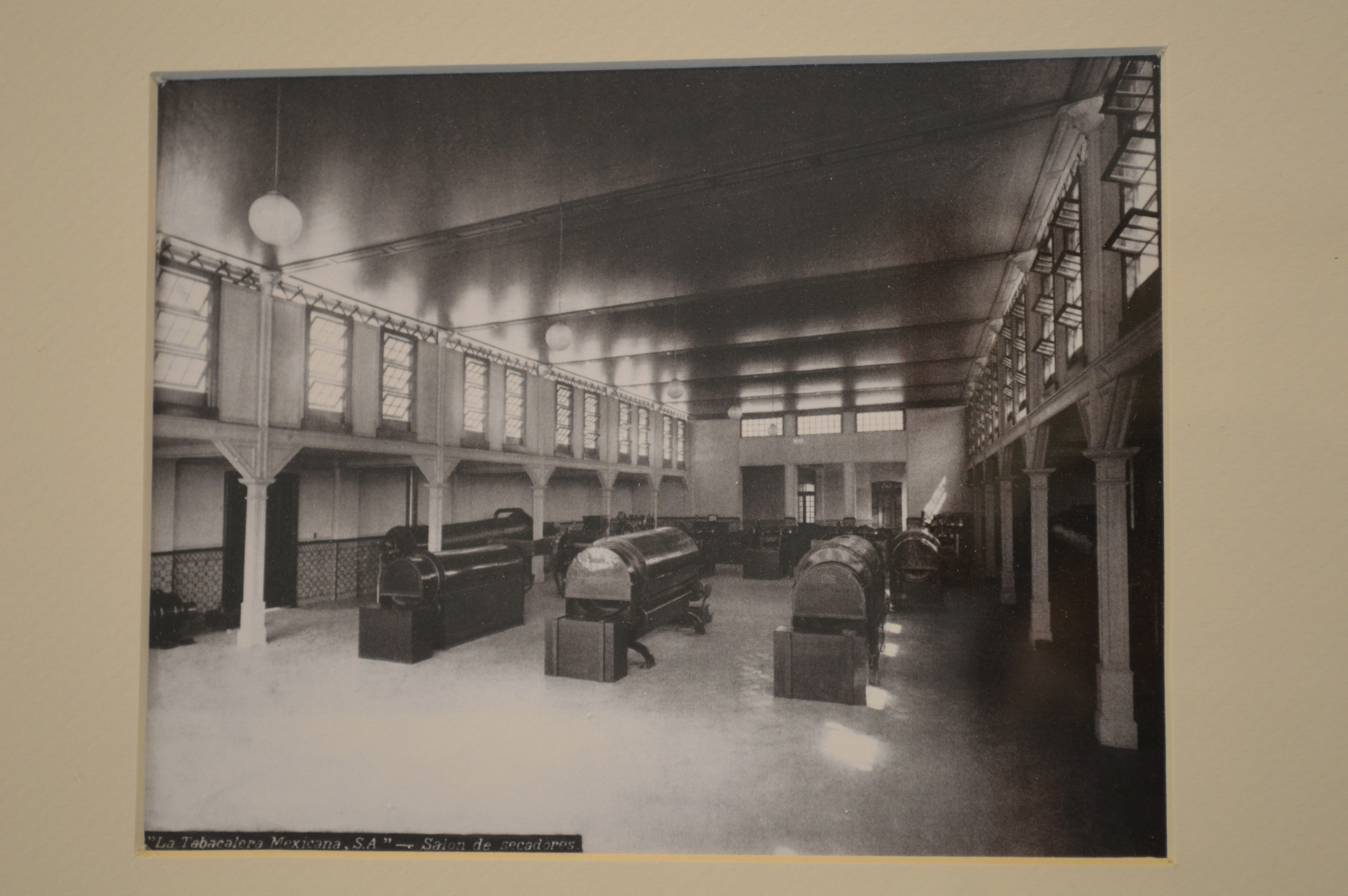
Tabacalera Factory 2
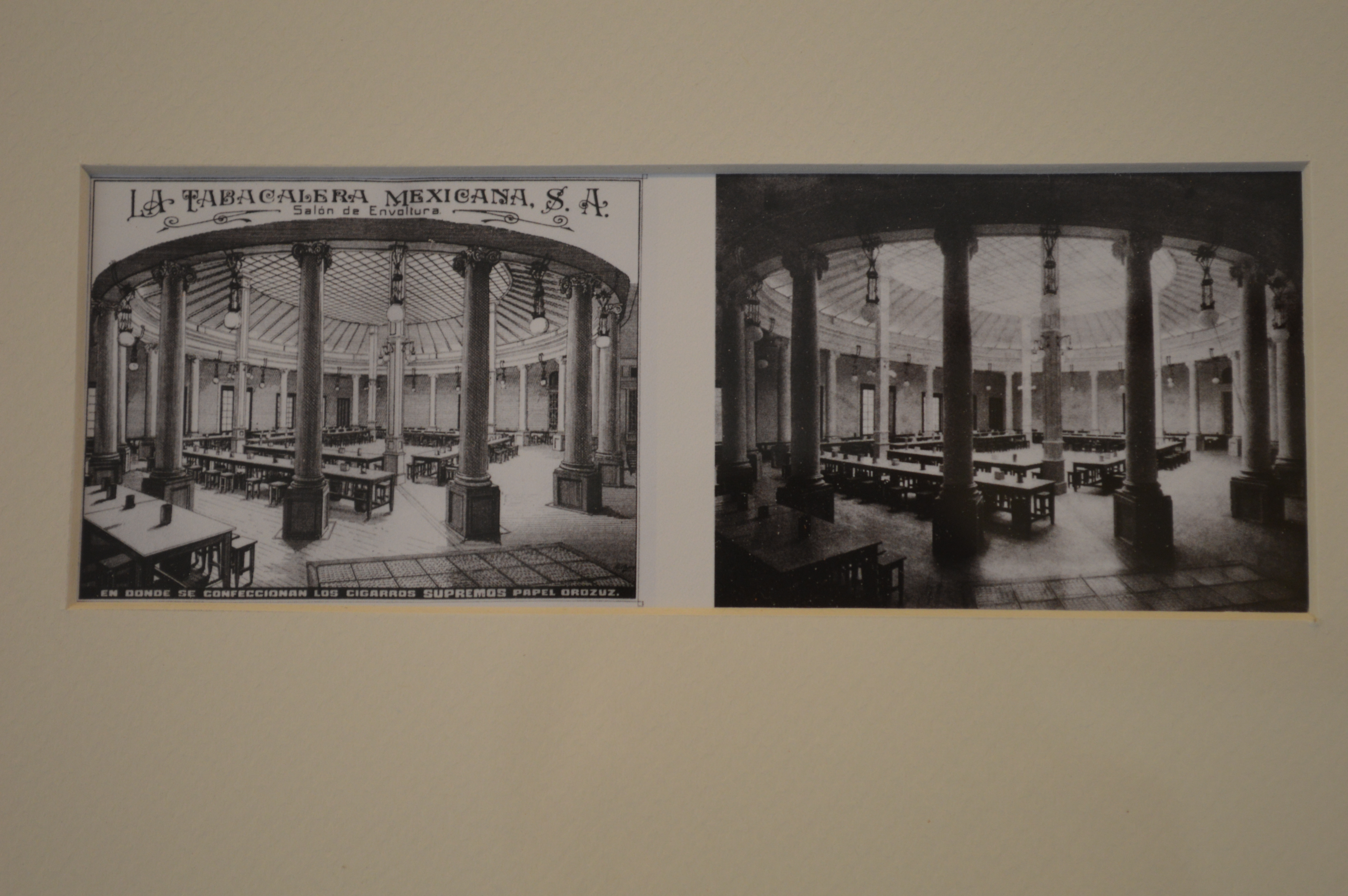
Tabacalera Factory 3
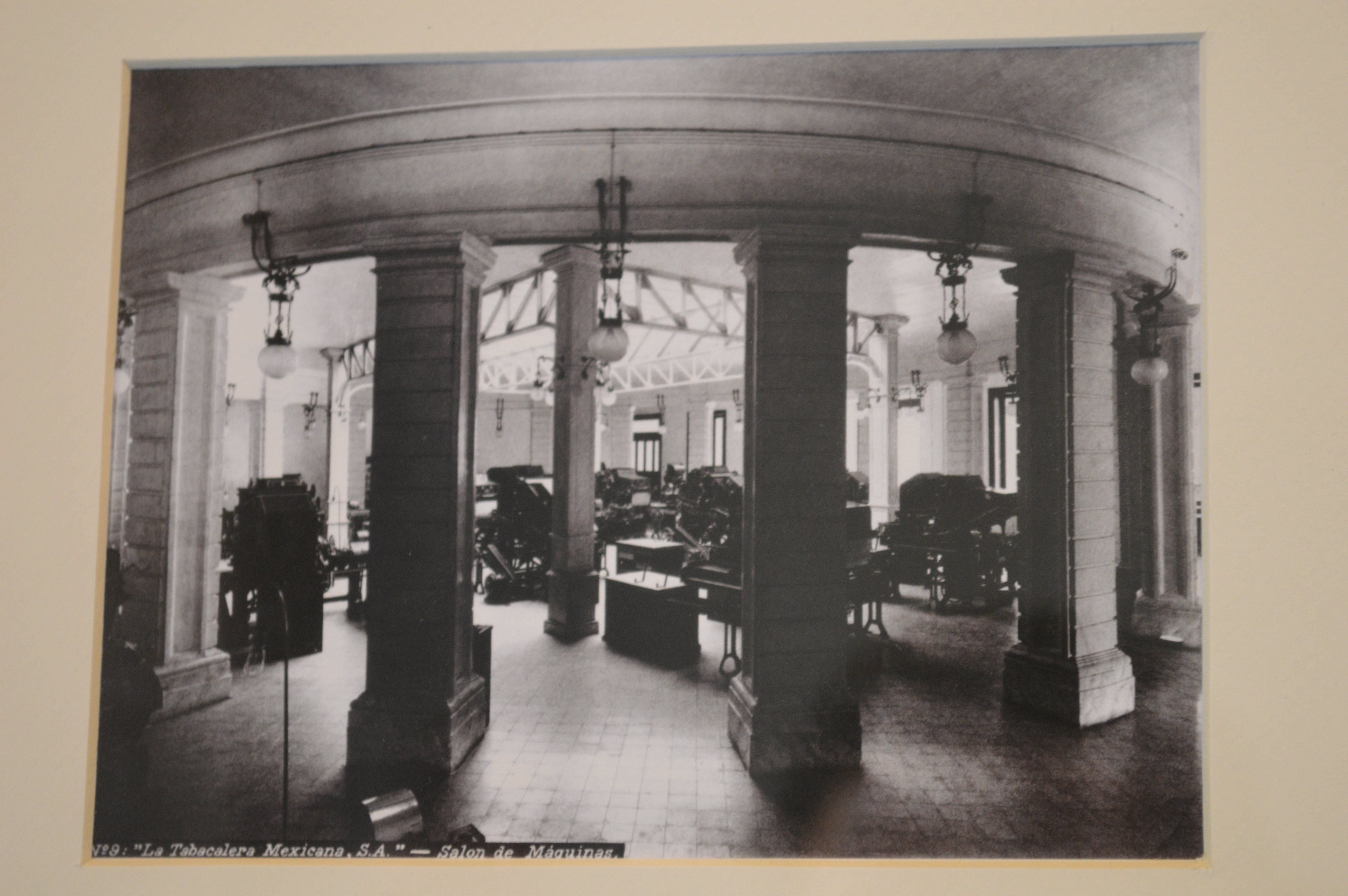
Tabacalera Factory 4
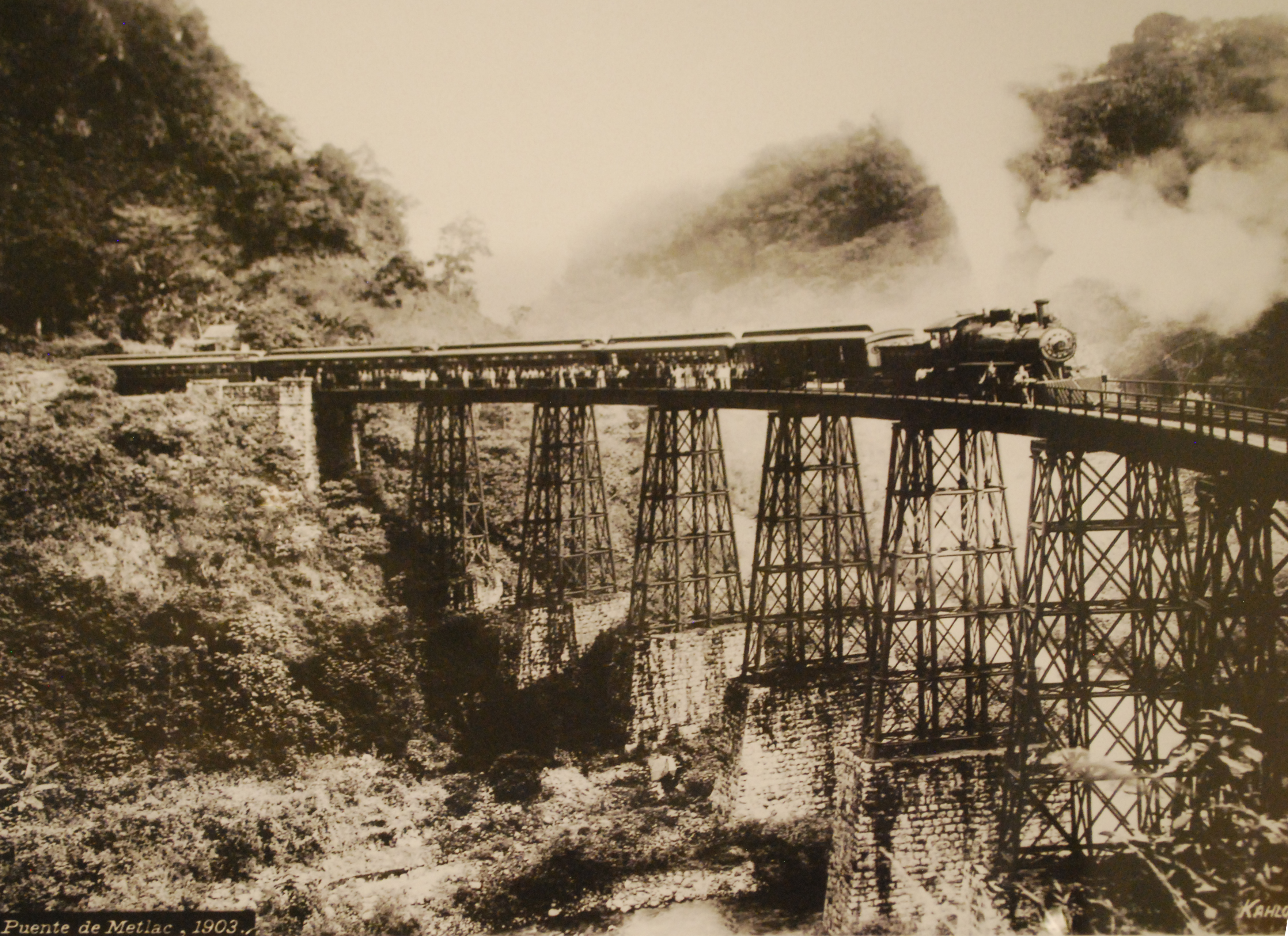
Most Metlac Bridge